# Alkaline (chanteur)
Pour les articles homonymes, voir Alkaline (homonymie).
Alkaline, de son vrai nom Earlan Barthley, né le 19 décembre 1993  en Jamaïque, est un chanteur de dancehall.

## Singles
- 2013 - Summer Deh Yah
- 2013 - Gone Away
- 2013 - Money Fantasy
- 2013 - Mouth Talk
- 2014 - Love Doctor
- 2014 - Queng Dem
- 2014 - Live Life
- 2014 - Give Thanks
- 2014 - 123
- 2014 - Holiday Again
- 2014 - Wifey
- 2014 - Never End
- 2014 - Wha A Gwan
- 2014 - Gone Away
- 2015 - On Fleek (Love You Everything)
- 2015 - Gyal Bruk Out
- 2015 - More Than Happy
- 2015 - Up
- 2015 - Nuh Like People
- 2015 - Bedroom Fantasy
- 2015 - Eva Clean
- 2015 - Bend Yuh Back
- 2015 - Dem Ago Dead
- 2016 - Extra Lesson
- 2017 - Pretty Girl Team
- 2018 - Juggernaut